# African Safari Airways
African Safari Airways – kenijska linia lotnicza z siedzibą w Mombasie. Obsługuje połączenia czarterowe z Europą. Węzłem jest Port lotniczy Mombasa-Moi.

## Porty docelowe

### Afryka
- Kenia
  - Mombasa (Port lotniczy Mombasa-Moi) węzeł

### Europa
- Austria
  - Wiedeń (Port lotniczy Wiedeń-Schwechat)
- Niemcy
  - Berlin (Port lotniczy Berlin-Schönefeld)
  - Düsseldorf (Port lotniczy Düsseldorf)
  - Frankfurt nad Menem (Port lotniczy Frankfurt)
  - Monachium (Port lotniczy Monachium)
- Szwajcaria
  - Bazylea (Port lotniczy EuroAirport Bazylea-Miluza-Fryburg)
  - Zurych (Port lotniczy Zurych-Kloten)
- Wielka Brytania
  - Londyn (Port lotniczy Londyn-Gatwick)
- Włochy
  - Mediolan (Port lotniczy Mediolan-Malpensa)